# CBM LMC 11
Le CBM LMC 11 est un autocar lancé en 1976 par la compagnie CBM au Mans puis sera stoppé en 1977.

## Historique
Successeur du Verney TD 5 dont il conserve la mécanique.

## Caractéristique
Il est propulsé par le moteur DAF DU 825 de 8,3 L faisant 215 ch DIN.